# Synagoge (Crivitz)

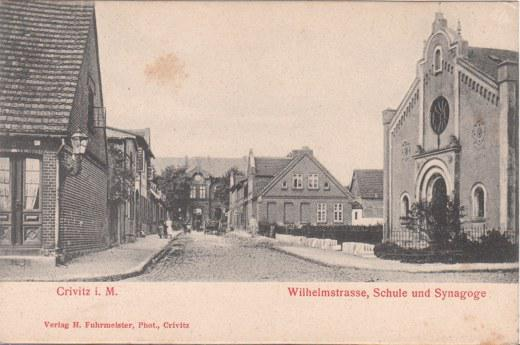
Ansichtskarte der Wilhelmstraße in Crivitz mit Synagoge (um 1900)

Die Synagoge in Crivitz, einer Stadt im Landkreis Ludwigslust-Parchim in Mecklenburg-Vorpommern (Deutschland), wurde 1863/64 errichtet und im Januar 1920 aufgegeben, da der Minjan nicht mehr zustande kam. Der Bau ähnelt sehr der Synagoge in Krakow am See von 1865/66, weshalb die Architektin Heidi Vormann nach bautechnischen Untersuchungen bei beiden vom gleichen Architekten ausgeht. Die profanierte Synagoge in der Fritz-Reuter-Straße 13 (einst Wilhelmstraße), Ecke Grüne Straße ist ein geschütztes Baudenkmal. Das Gebäude wird als Wohnhaus genutzt.
Vorgänger war die 1794 erbaute Synagoge.